# UFC 150
O UFC 150: Henderson vs. Edgar II foi um evento de MMA promovido pelo Ultimate Fighting Championship que aconteceu no dia 11 de agosto de 2012 no Pepsi Center em Denver, Colorado.

## Background
O evento é esperado pela primeira defesa do Cinturão dos Pesos Leves de Ben Henderson, fazendo revanche contra Frankie Edgar.
A luta entre Thiago Tavares e Dennis Hallman era esperada para este evento. No entanto, em 12 de julho, foi anunciado que a luta foi transferida para o card do UFC 151.
Em 13 de Julho, foi anunciado que o co-evento principal seria entre Donald Cerrone e Melvin Guillard.
Luiz Cané era esperado para enfrentar Yushin Okami. Porém, Cane se machucou e foi forçado a se retirar sendo substituído por Rousimar Palhares. No entanto, Toquinho também foi forçado a sair da luta contra Okami com uma lesão e foi substituído por Buddy Roberts. Roberts já estava no card, com luta marcada contra Chris Camozzi, porém Camozzi também foi forçado a sair do card com uma lesão.
Jake Shield havia vencido Ed Herman por Decisão Unânime, porém Shields testou positivo para substâncias proibidas e a luta foi mudada para No Contest (Sem Resultado).

## Card
Nota 1 Defendeu o Cinturão Peso-Leve do UFC.

Nota 2 Shields havia vencido por Decisão Unânime.

## Bônus da noite
Os lutadores receberam US$ 60 mil em bônus.
- Luta da Noite:  Donald Cerrone vs.  Melvin Guillard
- Nocaute da Noite:  Donald Cerrone
- Finalização da Noite:  Dennis Bermudez